# Épécamps

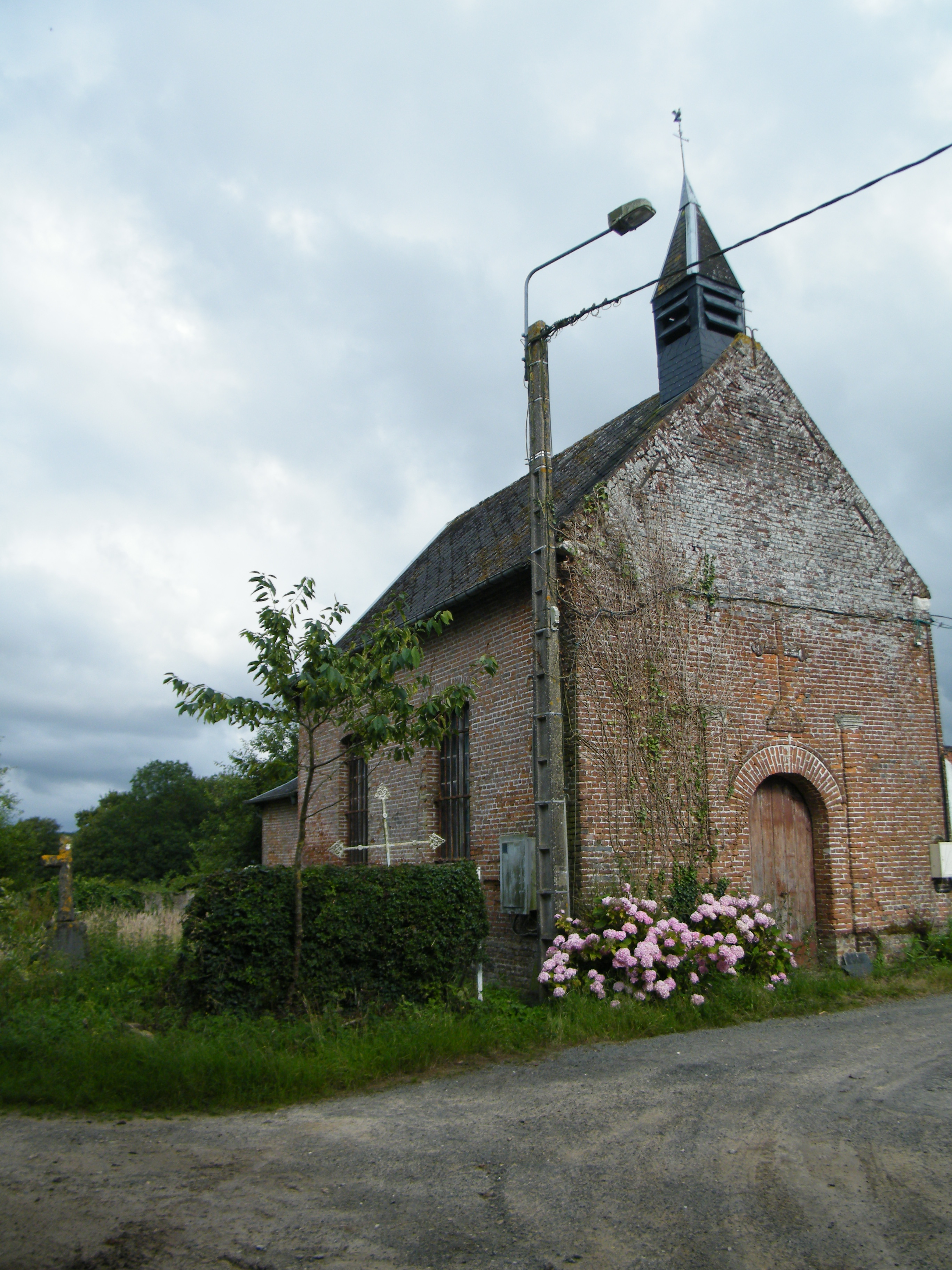
Voormalig kerkje van Épécamps, nu schuur bij een hoeve

Épécamps is een gemeente in het Franse departement Somme (regio Hauts-de-France) en telt 7 inwoners (2009). De plaats maakt deel uit van het arrondissement Amiens.
Het is het kleinste dorp van Frankrijk.

## Geografie
De oppervlakte van Épécamps bedraagt 1,7 km², de bevolkingsdichtheid is dus 4,1 inwoners per km².
De onderstaande kaart toont de ligging van Épécamps met de belangrijkste infrastructuur en aangrenzende gemeenten.

## Demografie
Onderstaande figuur toont het verloop van het inwonertal (bron: INSEE-tellingen).